# مينوتور

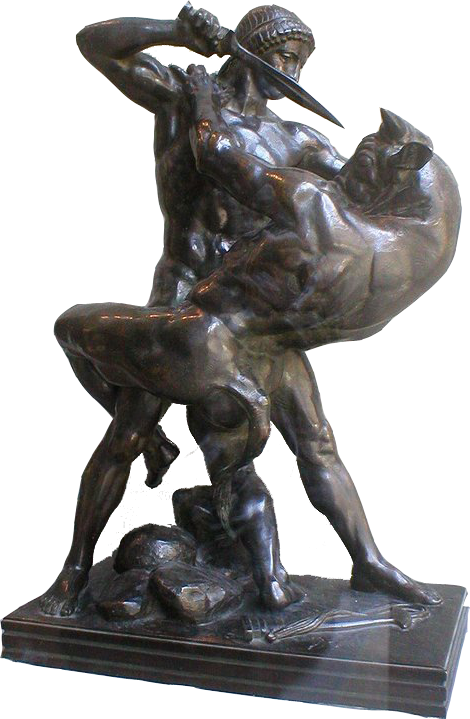
المينوتور في معركة مع ثيسيوس. تمثال برونزي في متحف اللوفر

المينوتور (بالإغريقية: Μινόταυρος، مينوتوروس) في الميثولوجيا الإغريقية مخلوق نصفه رجل ونصفه الآخر ثور  وهو ابن باسيفاي زوجة مينوس وثور أبيض كالثلج يدعى الثور الكريتي

## في الأسطورة
تم إرسال الثور الأبيض السابق ذكره إلى مينوس كتضحية من قبل بوسيدون. فأحبته باسيفاي ومارست الحب معه فكان طفلهما المينوتور، ويقطن في قصر اللابرنت-قصر التيه-، وهو عبارة عن منشأة شبيهة بالمتاهة بُنيت لملك كريت مينوس، وصممها المعماري دايدالوس لاحتجاز المينوتور كعقاب من بوسيدون.
بعد قتل أندوغيوس بن مينوس من قبل ملك أثينا أيغيوس قام مينوس بمهاجمة أثينا ليفرض إتاوة بسبعة شبان وسبع عذارى ليأكلهم المينوتور كل 9 سنوات (أو كل سنة حسب بعض المصادر).
كونت الأساطير الإغريقية جزءاً هاماً من منظومة المعتقدات والمفاهيم لدى القدماء إلا أن المرء لا يدرك أهميتها في حياتنا اليومية إلا حينما نذكرها في حياتنا اليومية فمثلاً نتذكر (أطلس) الذي يحمل كوكب الأرض على كتفه لدى تصفحنا لـ أطلس البلدان الذي يحوي مجموعة الخرائط الجغرافية، أو عندما يصف احدهم فتاه حسناء فيشبهها بـ (فينوس) آلهة الجمال، أو عند ذكر المكوك الفضائي أبوللو، في هذه المرة نستعرض لكائن أسطوري آخر ورد ذكره في الميثولوجيا الإغريقية وهو الماينوتور Minotaur.
في جزيرة كريت الهادئة والواقعة في البحر المتوسط على مقربة من جزر اليونان الأخرى نشأت حضارة فريدة فعلية وهي حضارة (الماينو) وعاصمتها (كونوسوس) تلك المدينة الغابرة التي كانت في وقت ما مزدهرة منذ خمسة عشر قرناً وقد كانت جزيرة كريت مهداً لأحد أشنع الكائنات الأسطورية الإغريقية على الإطلاق هو (ماينوتور) هذا الوحش الدموي المخيف الذي كان له رأس ثور وجسد إنسان وثمة روايات ضعيفة تقول أن الثور كان الجزء السفلي، المهم انه كان مرعباً ومخيفاً وكان يقتل كل من يجرؤ على الاقتراب منه.
وكلمة ماينوتور مشتقة من كلمة ماينو-توروس Mino- Taurus الإغريقية وهي مكونة من مقطعين الأول ماينو Mino والتي تشير إلى الملك ماينوس أو الحضارة الماينوية والآخر توروس Taurus والتي تعني الثور، أي أن معناها هو «ثور ماينوس».

## ولادة ماينوتور
بعد اعتلاء (ماينوس) للعرش في كريت كان يناضل مع اخوته على فرض سلطته في البلاد، ومن أجل تحقيق هدفه صلى لـ بوسيدون (إله الأعماق والبحار عند الإغريق) فندر له أضحية تتمثل بثور أبيض كبياض الثلج حالما يوافق بوسايدون على تحقيق رغبة ماينوس. وعندما تحقق لـ ماينوس ما تمناه كان عليه أن يضحي بالثور الأبيض على شرف بوسيدون لكنه قرر الاحتفاظ به إذ راقه جماله.
وكان على ماينوس أن يتحمل العقاب لعدم إيفائه بوعده لـ بوسايدون فجعلت آلهة الحب (أفروديت) من زوجته (باسيفائي) واقعة بشكل جنوني في حب ثور من البحر وهو الثور الكريتي.
فطلبت (باسيفائي) من مهندسها المبارع (ديدالوس) أن يصنع لها نموذجاً لبقرة من الخشب مجوفة من الداخل لكي يتم لها ما رغبت به وتتزاوج (تضاجع)الثور الأبيض الذي أحبته ونتج عن هذا الاقتران (ماينوتور) الوحش الأسطوري الذي قامت (باسيفائي) برعايته خلال فترة طفولته.

## بناء المتاهة
سرعان ما نمى (ماينوتور) وأصبح مفترساً وكان أمراً غير عادي أن يجمع بين الإنسان والوحش كما لم يكن لغذائه مصدر طبيعي إذ كان يفترس البشر ويأكل لحومهم ليسد جوعه، حصل الملك ماينوس على المشورة من الوحي (أوراكل)عند معبد دلفي وهي تتمثل في بناء متاهة عملاقة لتكون مسكناً لـ (ماينوتور) فقام (ديدالوس) ببنائها بالقرب من قصر (ماينوس) في مدينة كونوسوس، وتم احتجاز الماينوتور في هذا المكان ليركض بين ممراته عاجزاً عن الخروج، وصار هذه المتاهة من أهم معالم جزيرة كريت. ذكر أن الكشوفات الأثرية الحديثة أظهرت آثار المتاهة في باطن الأرض تحت أنقاض قصر ماينوس.
وتعني كلمة اللابيرنث labyrinth المتاهة أو التيه في اللغة الإغريقية وهي عبارة عن ممرات ومنحنيات متشابكة وشعاب معقدة للغاية ويكون من الصعب جداً الخروج منها وكانت فكرة بناء التيه الفكرة التي ساهمت في التخلص من كارثة بيولوجية حلت على الجزيرة الهادئة إلا ان المشكلة لم تنته عند هذا الحد، وكانت المأساة لم تأتى بعد.

## أضاح بشرية
بدأت المأساة عندما فاز ابن الملك (ماينوس) ببطولة الألعاب الأوليمبية التي تقام دائماً في أثينا فحصل على الكثير من الهدايا والجوائز مما جعل ابن ملك أثينا يستشيط حقداً وغضباً فقام بإرسال بعض قطاع الطرق لكي يهاجموا ابن ملك كريت ويمزقوه إرباً.
وكانت هذه الجريمة كافية لكي يثور ملك كريت الذي علم ما حدث لابنه بالتفصيل فقام بتجهيز جيش جرار وزحف به نحو أثينا وقام بذبح الكثير من الأثينيين بل ولم يكتفِ بهذا القدر فقام بحصار المدينة ليجبر جميع أهلها على الاستسلام، وقد كان هذا الحصار مرهقاً بالنسبة لأهل أثينا فقد شح عنهم الماء ونفد الطعام لفترة طويلة، فما كان من (ايجوس) ملك أثينا إلا أن ارسل إلى (ماينوس) ليعرض عليه الصلح، لكن الاب المكلوم رفض الصلح وقال إن أثينا كلها لا تعوضه عن ابنه ومع ذلك قبل الصلح على أن يعود إلى كريت ومعه 7 فتيان اقوياء وسبع فتيات عذارى ليلقى بهم إلى الماينوتور
ولم يجد ملك اثينا إلا أن يوافق على هذا العرض الذي كان يتكرر كل عام وفي روايات أخرى كل 9 اعوام، والا سيواجه حرباً أمام حضارة كريت القوية آنذاك.

## ثيسيوس في مواجهة مع الماينوتور
مرت السنين وأهل اثينا يدفعون هذه الضريبة الغالية من أبنائهم الشبان إلى ان ظهر (ثيسيوس) وهو ابن ملك اثينا من امرأة ريفية والذي ألح على والده أن يرسله إلى كريت مع مجموعة الشبان والفتيات ليلاقي الماينوتور، كان ثيسيوس يشعر بمذلة شعبه وكان لديه أمل في أن يصرع الماينوتور ليخلص شعبه من هذا الثمن الباهظ وينهي عهد الذل، وبعد مجهود كبير اقنع (ثيسيوس) أباه بأن يذهب فركب السفينة مع رفاقه ماخرين البحر إلى جزيرة كريت، وكان ثيسيوس قد وعد أباه بأن ينزل الشراع الأسود للسفينة ويرفع الشراع الأبيض بدلاً عنه كإشارة لأبيه بأنه عاد حياً بينما يكون أبوه يراقب عودة السفينة من الأفق وهو على الشاطئ، وإن لم تتحقق النجاة فسيظل الشراع أسودَ وبذلك يعلم أنه لاقى مصرعه أمام الماينوتور.
ووصلت السفينة إلى (كونوسوس)ونزل منها ضحايا الماينوتور ليلقوا مصيرهم البشع، وكان من الطبيعي أن يمر هؤلاء الضحايا على الملك ليرى كم هم شباب أقوياء وكم هن فتيات حسناوات لكن (اريادني) ابنة الملك (ماينوس) أعجبت كثيراً بالبطل الاثيني (ثيسيوس) الوسيم مفتول العضلات كشأن الابطال الإغريق، وقد وعدها انه سيتزوجها إن ساعدته في التخلص من ذلك الوحش الدموي الذي يكون في الأصل اخيها من جهة الأم وتناست أن أخ (ثيسيوس) هو قاتل شقيقها
فقررت ان تنقذه من براثن الماينوتور، فقدمت له كرة من الخيطان وسيفاً بتاراً وفي لحظة دخول الضحايا إلى اللابيرنث قام (ثيسيوس) بربط الخيط عند المدخل، ليعود مسترشداً به بعد أن يقتل الماينوتور
وانتظر (ثيسيوس) حتى جن الليل وتسلل بين الممرات باحثاً في حذر عن غريمه المرعب، وحانت المواجهة عندما وجد الوحش نائماً فبادره بعدة طعنات قضت عليه واخمدت أنفاسه إلى الابد ونجح (ثيسيوس)في قتل الماينوتور وعاد ليتزوج من ابنة الملك كما وعدها ويفر معها من جزيرة كريت برفقة بقية الشبان الذين أنقذهم من المصير المحتم على يد ماينوتور، لكن لسبب ما نسي (ثيسيوس) خلال رحلة عودته على السفينة أن يرفع الشراع الأبيض فظن الأب الذي يراقب فدوم السفينة بأن ابنه لاقى حتفه فرمى نفسه في البحر حزناً عليه ليموت غرقاً.

## تفسير التاريخ والعلم للأسطورة
ثمة تفسير تاريخي للأسطورة يشير إلى الوقت الذي كانت فيه كريت قوة مهيمنة سياسية وثقافية في بحر ايجه حيث كانت أثينا الوليدة الجديدة (وربما غيرها أيضاً من المدن اليونانية الأخرى) خاضعة لنظام الجزية لمصلحة كريت ومن المحتمل بأن هذه الجزية شملت فتياناً وفتيات للتضحية بهم كقرابين بشرية حيث دلت الكشوفات الأثرية على وجود أثلام في عدد كبير من الهياكل العظمية البشرية أمام مذابح على هيثة ثورلم تكن تدل فقط على التضحية فقط ولكن شملت ممارسة لطقوس أكل لحوم البشر وكانت تبذل الأضاحي التضحيات على شرف إله معبود بهيئة ثور ويجري تنفيذها بشكل مراسم يشرف عليها كاهن يلبس رأس ثور أو قناع وهو ما يفسر تصوير المايناتور وقد يكون ذلك الكاهن ابنا للملك (ماينوس) وعندما استطاعت مدن اليونان التحرر من هيمنة كريت عملت أسطورة الماينوتور على تشكيل الوعي الديني للأمراء الهيلينيين مستلهماً من معتقدات الماينويين.

## مكان المتاهة
يحتمل أن يكون مقلعاً مهجوراً للحجارة في جزيرة كريت هو الموقع الأصلي للمتاهة القديمة المذكورة في الأسطورة الإغريقية بعد أن عثر فيه على شبكة معقدة من الأنفاق تحت الأرض، حيث قام فريق من العلماء في بعثة للتنقيب عن الآثار في المحجر في صيف 2009 بالقرب من بلدة غورتاين في جنوب الجزيرة فوجدوا متاهة كتلك التي تحدثت عنها الأسطورة ولكنها تبعد عن قصر (ماينوس) الكائن في مدينة (كونوسوس) مسافة 20 ميلاً (قرابة 32 كيلومتر)، ومدينة (كونوسوس) كانت دائماً مرادفة لأسطورة ماينوتور منذ أن كشف التنقيب الأثري عنها منذ قرن من الزمان.
يعتقد علماء الآثار أنهم عثروا على متاهة معقدة داخل كهف بالقرب من مدينة (غورتاين) التي كانت عاصمة للرومان في جزيرة كريت وهي المرشح الأكثر قبولاً لموقع المتاهة التي ذكرت في الأسطورة، بعد أن كان يظن سابقاً ويقال دائماً لأكثر من 600 ألف سائح يزورون أطلال مدينة (كونوسوس) سنوياً أنها الموقع الشبه المؤكد لقصر (ماينوس) الملك الأسطوري الذي يفترض أن المتاهة المظلمة بنيت بجواره لإيواء المخلوق المخيف ماينوتور.

## الماينوتور في الأدب
يرى بعض الأدباء والشعراء أن الماينوتور هو امتزاج للبهيمية والقوة والنبل في النفس البشرية ويقول علماء النفس إن الإنسان ليس ببشراً كله ولا ثوراً كله بل هو مزيج بين هذا وذاك والحقيقة ان أسطورة الماينوتور قد اوجدت لنفسها مكاناً خاصاً بين جميع الاساطير الاغريقية، وقد وردت تلك الأسطورة في الكثير من الكتب المختصة في دراسات الميثولوجيا الاغريقية مما الهب خيال المؤلفين والكتاب والروائيين فقاموا بإخراج روائع عن تلك الأسطورة الشيقة.

## الماينوتور في جحيم دانتي
يشير عمل (جحيم دانتي) إلى الماينوتور حيث تجسده الصورة الظاهرة من تصوير (ويليام بليك) الذي يرمز إلى الجحيم الثانية عشرة من طبقات الحجيم وهي تظهر في المقطع (كانتو) 12 والمقاطع من 11 إلى 15، حيث كان على (دانتي) ومرشده (فيرجيل) اجتياز صخور شديدة الانحدار لكي يستعدوا للدخول إلى الدائرة السابعة من الحجيم فواجها الوحش الذي كان من بين أولئك «الملعونين لطبيعتهم العنيفة والمتعطشة للدم»، ولكن هذا الوحش لم يذكر بالاسم إلا في السطر 25، وفي اللحظة التي تذكر فيها (فيرجيل) ملك أثينا برز الماينوتور غاضباً ومشتتاً، فينطلق (فرجيل) و (دانتي) مسرعين إلى القنطور (كائن أسطوري بجسم حصان ورأس بشر ويحمل قوساً وسهماً) الذين يحرس (فليغثون) نهر الدم وهو أحد الأنهار الأسطورية في الميثولوجيا الإغريقية ولا نرى هذه الصلة بين الماينوتور مع القنطور في أي مرجع كلاسيكي حيث صور ويليام بليك الماينوتوركنوع من القنطور نفسه.
ومن الجدير بالذكر أن جحيم دانتي يمثل الفصل الأول من «الكوميديا الإلهية» وهي قصيدته الملحمية التي ألفها في القرن الرابع عشر، ويروي دانتي فيها رحلته إلى «الجحيم» بحسب المنظور الكنسي ويكون (فيرجيل) الشاعر الروماني مرشده في تلك الرحلة العجيبة. وتمثل الكوميديا الإلهية رحلة النفس إلى الله حيث يكون الجحيم فيها اعترافاً بالخطايا ورفضاً لها.

## نهاية المينوتور
يعرف موقع كنوسوس الأثري بأنه موقع اللابيرينث. قُتل المينوتور في النهاية على يد ثيسيوس بن أيغيوس الذي تطوع بالذهاب لهذه المهمة بمساعدة أريادني ابنة مينوس بخيط أعطته له يكون أوله في بداية المتاهة فيمكنه الخروج. ومينوتور تعني بالإغريقية «ثور مينوس»، وكان اسم الثور أستريوس، وهو اسم يشترك فيه مع أبيه مينوس بالتبني. ربما أتت الأسطورة من احتفالات القفز على الثيران الموجودة على النقوش الكريتية والذي يبدو أنه كان طقسا دينيا.